# Anclaje para bicicletas

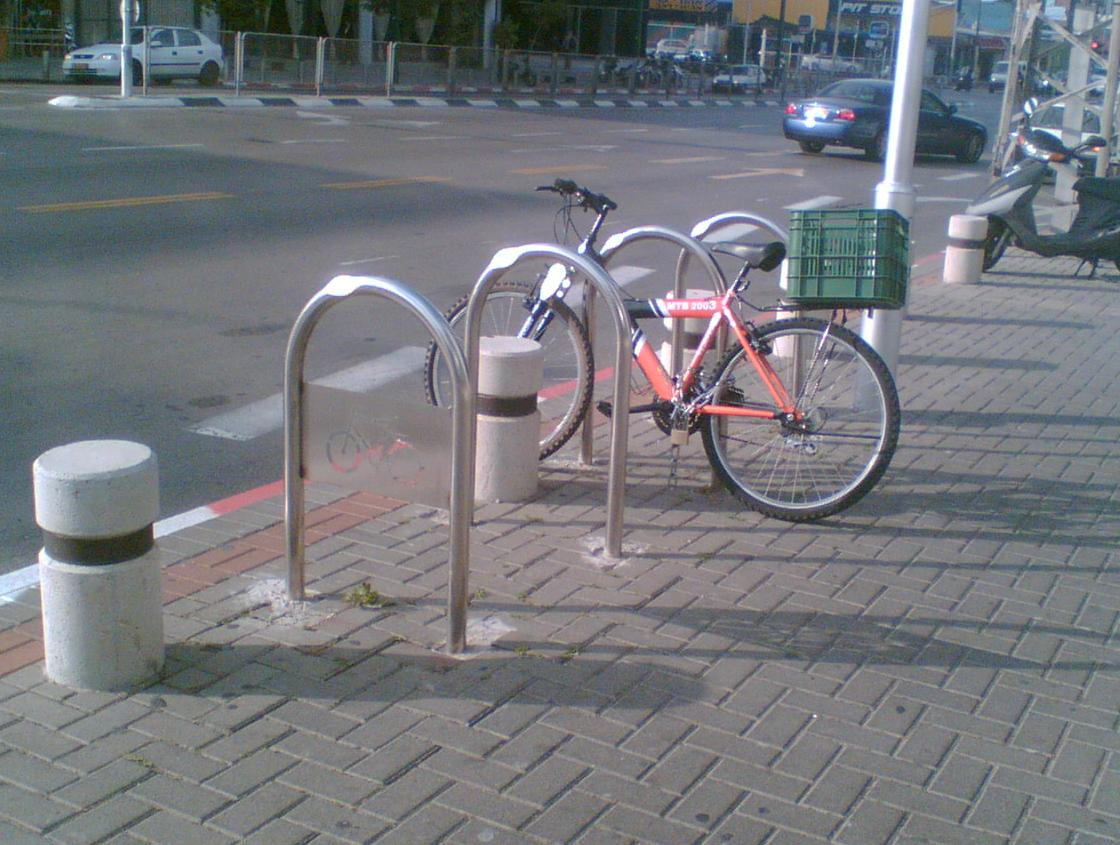
Anclaje para bicicletas.

Un anclaje para bicicletas, también conocido como bastidores de bicicletas, aparca bicicletas o menos precisamente como estacionamiento de bicicleta, es un dispositivo para amarrar bicicletas de forma segura en la vía pública para evitar robos. Este elemento forma parte del conjunto del mobiliario urbano de una ciudad. Algunos están colocados en la vía pública sueltos y otros empotrados al piso, edificio u otro objeto inmóvil. 
Los anclajes para bicicletas generalmente se construyen de materiales fuertes y resistentes. Algunos son construidos en hierro galvanizado o acero inoxidable, con la posibilidad de instalación mediante empotramiento o por collar mediante tacos metálicos. Estos elementos pueden ser individuales o varios de ellos agrupados en una sola estructura, formando una serie o hilera para aparcar más de una bicicleta simultáneamente.
La visibilidad de los estacionamientos de bicicletas, una separación adecuada entre estacionamientos de automóviles y circulación de peatones, protección ante las inclemencias del tiempo, y la proximidad a los destinos son factores importantes para determinar la utilidad de un anclaje para bicicletas. Estos factores le ayudarán a aumentar el uso del anclaje, y asegurar los ciclistas la seguridad de su bicicleta estacionada.